# 小林正彬
小林 正彬（こばやし まさあき、1931年 - ）は、日本の経済学者、経営学者、歴史学者。関東学院大学名誉教授。専門は近現代日本経済史・経営史。経済学博士（東京大学、1978年）。
東京府出身。1953年東京教育大学（現：筑波大学）文学部社会科学科経済学専攻卒業。59年同大学院文学研究科社会学専攻博士課程単位取得。

## 著書

### 単著
- 『八幡製鉄所』（教育社、1977年）
- 『日本の工業化と官業払下げ　政府と企業』（東洋経済新報社、1977年）
- 『海運業の労働問題　近代的労使関係の先駆』<日本海運経営史2>（日本経済新聞社、1980年）
- 『近代日本経済史　西欧化の系譜』（世界書院、1983年）
- 『政商の誕生　もうひとつの明治維新』（東洋経済新報社、1987年）
- 『経営史　企業と環境』（世界書院、1991年）
- 『戦後海運業の労働問題　予備員制と日本的雇用』<戦後日本海運造船経営史6>（日本経済評論社、1992年）
- 『政府と企業　経営史的接近』（白桃書房、1996年）
- 『通産省の起源と政府　アメリカ日本研究と関連して』（世界書院、1999年）
- 『三菱の経営多角化　三井・住友と比較』（白桃書房、2006年）
- 『岩崎彌太郎　治世の能吏、乱世の姦雄』（吉川弘文館、2011年）

### 共編著
（下川浩一・杉山和雄・栂井義雄・三島康雄・森川英正・安岡重明）『日本経営史を学ぶ』（有斐閣、1976年）